# Адам фон Херберщайн
Адам фон Херберщайн (на немски: Adam Freiherr von Herberstein; † 1626) е австрийски благородник, фрайхер от знатната фамилия фон Херберщайн от Щирия.

## Произход
Той е единствен син на фрайхер Карл фон Херберщайн цу Нойберг и Гутенхаг (* 28 май 1558; † 4 ноември 1590, Виена, погребан в „Св. Доротея“) и съпругата му Елизабет Траутзон († 4 април 1603, Виена, погребана в манастирската църква „Св. Доротея“), дъщеря на фрайхер Балтазар II фон Траутзон цу Шпрехеншайн († 1594) и Сузана Фугер (1539 – 1588). Внук е на фрайхер Георг II фон Херберщайн (1529 – 1586)) и Барбара Шиндел фон Дромсдорф от Силезия († ок. 1575).
Внукът му Фердинанд Ернст фон Херберщайн († 13 май 1691, Виена) е от 1644 г. австрийски граф.
- Дворец Херберщайн
 (юли 2006)
- Дворец Херберщайн, Щирия 
(от 1290 до днес)

## Фамилия
Адам фон Херберщайн се жени за фрайин Магдалена Катарина Куен фон Белази, дъщеря на фрайхер Якоб Куен фон Белази цу Лихтенберг, Нойен-Лемпах (1549 – 1608) и Маргарета фон Нидертор († 1610). Те имат децата:
- Йохан Адам фон Херберщайн
- Анна Мария фон Херберщайн, омъжена за фрайхер Йохан Кристиан Льобл фон Грайнберг
- Йохана Магдалена фон Херберщайн († 1612)
- Елеонора Катарина фон Херберщайн († 1615)
- Карл Евзебиус фон Херберщайн († 1 март 1663), фрайхер, женен за графиня Максимилиана Анна фон Алтхан (* 1601; † 21 март 1665, Виена), дъщеря на граф Квинтин Лео фон Алтхан (1577 – 1634) и графиня Катарина фон Турн и Валсасина († 1605).[2]